# قائمة رؤساء تركيا
وفيما يلي قائمة كاملة لـ رؤساء تركيا، تتألف من رؤساء الدولة الإثني عشر منذ بداية الفترة الجمهورية في عام 1923، بعد حرب الاستقلال التركية حتى الآن.
للحصول على قائمة حكام الإمبراطورية العثمانية السلف، انظر قائمة سلاطين الدولة العثمانية.

## قائمة الرؤساء (منذ 1923)
الأحزاب
- حزب الشعب الجمهوري
- الحزب الديمقراطي
- حزب العدالة
- حزب الوطن الأم
- حزب الطريق القويم
- حزب العدالة والتنمية
- عسكري
- مستقل

الحالة
| التسلسل                      | الصورة                       | الاسم (الميلاد–الوفاة)                                                            | فترة شغل المنصب                             | فترة شغل المنصب                      | فترة شغل المنصب              | الحزب                                                       | المنصب السابق                | الانتخابات                   | الانتخابات                   |                              |
| التسلسل                      | الصورة                       | الاسم (الميلاد–الوفاة)                                                            | تولى المنصب                                 | غادر المنصب                          | المدة                        | الحزب                                                       | المنصب السابق                | الانتخابات                   | الانتخابات                   |                              |
| النظام البرلماني (1923–2018) | النظام البرلماني (1923–2018) | النظام البرلماني (1923–2018)                                                      | النظام البرلماني (1923–2018)                | النظام البرلماني (1923–2018)         | النظام البرلماني (1923–2018) | النظام البرلماني (1923–2018)                                | النظام البرلماني (1923–2018) | النظام البرلماني (1923–2018) | النظام البرلماني (1923–2018) | النظام البرلماني (1923–2018) |
| ---------------------------- | ---------------------------- | --------------------------------------------------------------------------------- | ------------------------------------------- | ------------------------------------ | ---------------------------- | ----------------------------------------------------------- | ---------------------------- | ---------------------------- | ---------------------------- | ---------------------------- |
| 1                            |                              | مصطفى كمال أتاتورك (1881–1938)                                                    | 29 تشرين الأول 1923                         | 1 تشرين الثاني 1927                  | 15 سنوات و12 أيام            | حزب الشعب الجمهوري                                          | رئيس الجمعية الوطنية الكبرى ‏ | 1                            | 1923                         |                              |
| 1                            | 1 تشرين الثاني 1927          | مصطفى كمال أتاتورك (1881–1938)                                                    | 4 أيار 1931                                 | 2                                    | 15 سنوات و12 أيام            | حزب الشعب الجمهوري                                          | رئيس الجمعية الوطنية الكبرى ‏ | 1927                         |                              |                              |
| 1                            | 4 أيار 1931                  | مصطفى كمال أتاتورك (1881–1938)                                                    | 1 آذار 1935                                 | 3                                    | 15 سنوات و12 أيام            | حزب الشعب الجمهوري                                          | رئيس الجمعية الوطنية الكبرى ‏ | 1931                         |                              |                              |
| 1                            | 1 آذار 1935                  | مصطفى كمال أتاتورك (1881–1938)                                                    | 10 تشرين الثاني 1938 (مات خلال شغله للمنصب) | 4                                    | 15 سنوات و12 أيام            | حزب الشعب الجمهوري                                          | رئيس الجمعية الوطنية الكبرى ‏ | 1935                         |                              |                              |
| —                            |                              | عبد الخالق ريندا (1881–1957)                                                      | 10 تشرين الثاني 1938                        | 11 تشرين الثاني 1938                 | 1 يوم                        | حزب الشعب الجمهوري                                          | رئيس الجمعية الوطنية الكبرى ‏ | —                            | —                            |                              |
| 2                            |                              | عصمت إينونو (1884–1973)                                                           | 11 تشرين الثاني 1938                        | 3 نيسان 1939                         | 11 سنوات و197 أيام           | حزب الشعب الجمهوري                                          | رئيس الوزراء                 | 5                            | 1938                         |                              |
| 2                            | 3 نيسان 1939                 | عصمت إينونو (1884–1973)                                                           | 8 آذار 1943                                 | 6                                    | 11 سنوات و197 أيام           | حزب الشعب الجمهوري                                          | رئيس الوزراء                 | 1939                         |                              |                              |
| 2                            | 8 آذار 1943                  | عصمت إينونو (1884–1973)                                                           | 5 آب 1946                                   | 7                                    | 11 سنوات و197 أيام           | حزب الشعب الجمهوري                                          | رئيس الوزراء                 | 1943                         |                              |                              |
| 2                            | 5 آب 1946                    | عصمت إينونو (1884–1973)                                                           | 27 أيار 1950                                | 8                                    | 11 سنوات و197 أيام           | حزب الشعب الجمهوري                                          | رئيس الوزراء                 | 1946                         |                              |                              |
| 3                            |                              | جلال بايار (1883–1986)                                                            | 27 أيار 1950                                | 14 أيار 1954                         | 10 سنوات                     | الحزب الديمقراطي                                            | رئيس الوزراء                 | 9                            | 1950                         |                              |
| 3                            | 14 أيار 1954                 | جلال بايار (1883–1986)                                                            | 1 تشرين الثاني 1957                         | 10                                   | 10 سنوات                     | الحزب الديمقراطي                                            | رئيس الوزراء                 | 1954                         |                              |                              |
| 3                            | 1 تشرين الثاني 1957          | جلال بايار (1883–1986)                                                            | 27 أيار 1960                                | 11                                   | 10 سنوات                     | الحزب الديمقراطي                                            | رئيس الوزراء                 | 1957                         |                              |                              |
| —                            |                              | لجنة الوحدة الوطنية ‏ Milli Birlik Komitesi الرئيس: الجنرال جمال كورسل (1895–1966) | 27 أيار 1960                                | 10 تشرين الأول 1961                  | 1 سنة و136 أيام              | الأحكام العرفية (sıkıyönetim) من قبل القوات المسلحة التركية | قائد الجيش التركي ‏           | —                            | —                            |                              |
| 4                            |                              | جمال كورسل (1895–1966)                                                            | 10 تشرين الأول 1961                         | 2 شباط 1966                          | 4 سنوات و115 أيام            | مستقل                                                       | رئيس لجنة الوحدة الوطنية ‏    | 12                           | 1961                         |                              |
| —                            |                              | إبراهيم سيفكي أتساجون (1899–1984)                                                 | 2 شباط 1966                                 | 28 آذار 1966                         | 54 أيام                      | مستقل                                                       | رئيس مجلس الشيوخ             | —                            | —                            |                              |
| 5                            |                              | جودت صوناي (1899–1982)                                                            | 28 آذار 1966                                | 28 آذار 1973                         | 7 سنوات                      | مستقل                                                       | رئيس الأركان                 | 13                           | 1966                         |                              |
| —                            |                              | محمد تكين أريبورون ‏ (1903–1993)                                                   | 28 آذار 1973                                | 6 نيسان 1973                         | 9 أيام                       | حزب العدالة                                                 | رئيس مجلس الشيوخ             | —                            | —                            |                              |
| 6                            |                              | فخري كوروترك (1903–1987)                                                          | 6 نيسان 1973                                | 6 نيسان 1980                         | 7 سنوات                      | مستقل                                                       | قائد القوات البحرية ‏         | 14                           | 1973                         |                              |
| —                            |                              | إحسان صبري كاغلايانجيل ‏ (1908–1993)                                               | 6 نيسان 1980                                | 12 أيلول 1980                        | 159 أيام                     | حزب العدالة                                                 | رئيس مجلس الشيوخ             | —                            | —                            |                              |
| —                            |                              | مجلس الأمن التركي Milli Güvenlik Kurulu الرئيس: الجنرال كنعان أورن (1917–2015)    | 12 أيلول 1980                               | 9 تشرين الثاني 1982                  | 2 سنوات و58 أيام             | الأحكام العرفية (sıkıyönetim) من قبل القوات المسلحة التركية | رئيس أركان الجيش             | —                            | —                            |                              |
| 7                            |                              | كنعان أورن (1917–2015)                                                            | 9 تشرين الثاني 1982                         | 9 تشرين الثاني 1989                  | 7 سنوات                      | مستقل                                                       | رئيس مجلس الأمن              | 15                           | 1982                         |                              |
| 8                            |                              | توركوت أوزال (1927–1993)                                                          | 9 تشرين الثاني 1989                         | 17 نيسان 1993 (مات خلال شغله للمنصب) | 3 سنوات و159 أيام            | حزب الوطن الأم                                              | رئيس الوزراء                 | 16                           | 1989                         |                              |
| —                            |                              | أحمد حسام الدين سيندوروك ‏ (وُلد 1933)                                              | 17 نيسان 1993                               | 16 أيار 1993                         | 29 أيام                      | الحزب الديمقراطي                                            | رئيس رئيس مجلس الأمة ‏        | —                            | —                            |                              |
| 9                            |                              | سليمان دميرل (1924–2015)                                                          | 16 أيار 1993                                | 16 أيار 2000                         | 7 سنوات                      | الحزب الديمقراطي                                            | رئيس الوزراء                 | 17                           | 1993                         |                              |
| 10                           |                              | أحمد نجدت سيزر (وُلد 1941)                                                         | 16 أيار 2000                                | 28 آب 2007                           | 7 سنوات و104 أيام            | مستقل                                                       | رئيس المحكمة الدستورية ‏      | 18                           | 2000                         |                              |
| 11                           |                              | عبد الله غل (وُلد 1950)                                                            | 28 آب 2007                                  | 28 آب 2014                           | 7 سنوات                      | حزب العدالة والتنمية                                        | وزبر الخارجية                | 19                           | 2007                         |                              |
| 12                           |                              | رجب طيب أردوغان (وُلد 1954)                                                        | 28 آب 2014                                  | 9 تموز 2018                          | 3 سنوات و315 أيام            | حزب العدالة والتنمية                                        | رئيس وزراء                   | 20                           | 2014                         |                              |
| النظام الرئاسي (منذ 2018)    |                              |                                                                                   |                                             |                                      |                              |                                                             |                              |                              |                              |                              |
| 12                           |                              | رجب طيب أردوغان (وُلد 1954)                                                        | 9 يوليو 2018                                | في المنصب                            | 7 سنوات و13 أيام             | حزب العدالة والتنمية                                        | رئيس تركيا                   | 21                           | 2018                         |                              |
| 12                           | 29 مايو 2023                 | رجب طيب أردوغان (وُلد 1954)                                                        | 22                                          | في المنصب                            | 7 سنوات و13 أيام             | حزب العدالة والتنمية                                        | رئيس تركيا                   | 2023                         |                              |                              |

## وصلات خارجية
- Past presidents, Presidency of the Republic of Turkey.